# 로만슈어

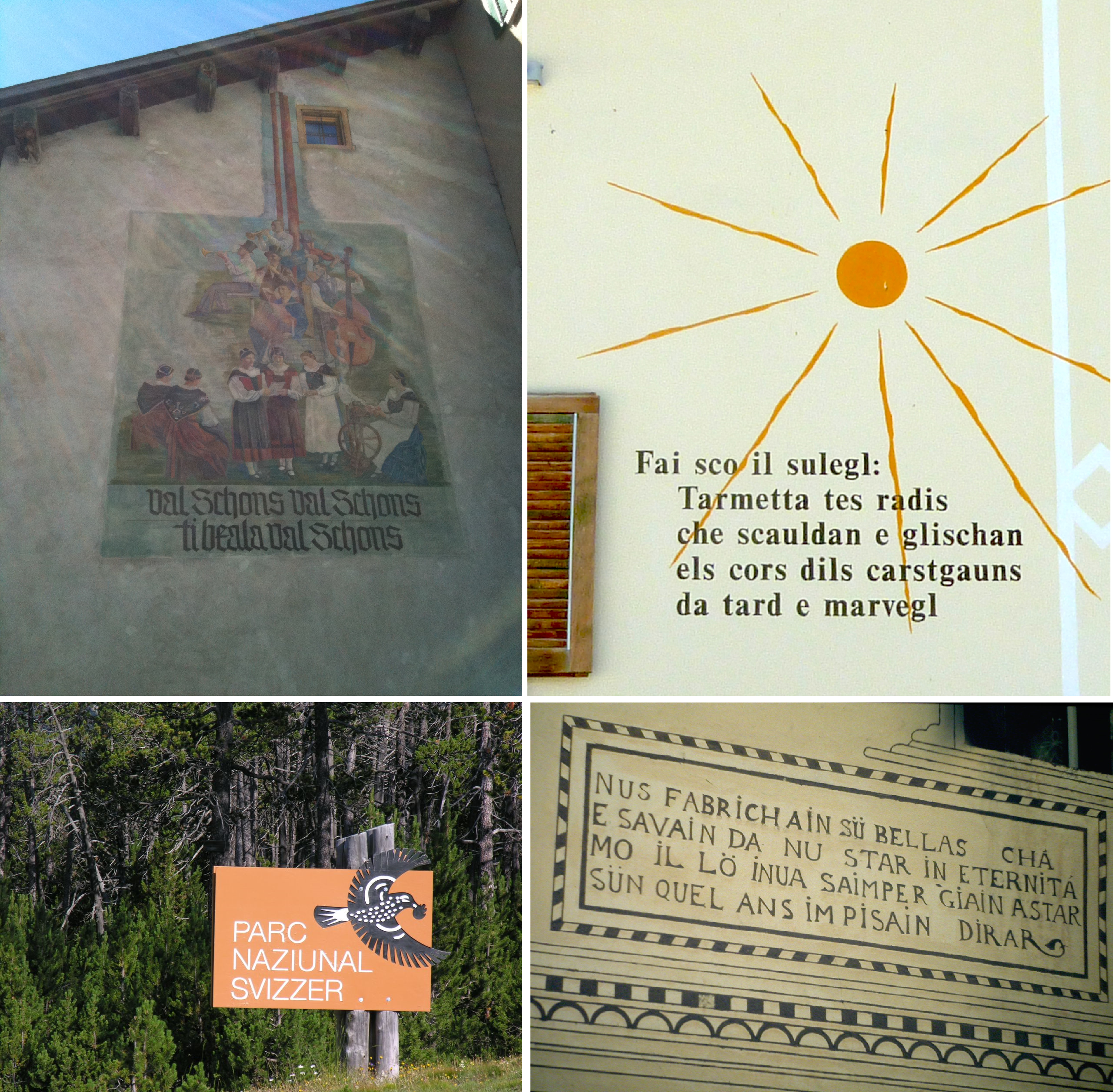

로만슈어(Rumantsch)는 독일어, 이탈리아어, 프랑스어와 함께 스위스에서 쓰이는 4개의 공용어 가운데 하나이다. 스위스 전체 인구의 약 0.5%에 해당하는 35,000명이 사용하며, 사용 인구 대부분이 고령층이어서 사멸의 위기에 처해 있다. 로망스어군에 속한다. 로만슈어 사용 지역은 스위스 유일의 3개 공용어 사용 지역인 그라우뷘덴주이다.
스위스의 연방 헌법에 의해 국어의 지위는 확보하고 있으나, 공용어로서의 지위는 제한적이다. 1938년에는 스위스의 국어로 공인되었고 1996년에는 독일어, 프랑스어, 이탈리아어와 함께 스위스의 공용어로 공인되었다.

## 방언
로만슈어는 통합된 언어가 아니라 여러 가지 통합되지 않은 동계방언들의 집합적인 명칭이다. 1982년 취리히의 언어학자인 하인리히 슈미트가 표준어인 로만슈 그리슌(Rumantsch Grischun)을 제정했으나, 로만슈어 제방언 사용자들의 지지를 얻지 못했으며, 그들은 그들 지역에서는 각 개별방언을 사용하고, 다른 방언 사용자들끼리는 독일어를 사용하여 대화하고 있다.

## 문자와 발음

### 알파벳
K(ka), W(ve dubel), Y(ipsilon u igrec)은 외래어에서만 나타난다.

### 모음
| 단모음   | 전설 모음 | 중설 모음 | 후설 모음 |
| -------- | --------- | --------- | --------- |
| 고모음   | i y       |           | u         |
| 근고모음 | e ø       |           | o         |
| 중모음   | ɛ         |           | ɔ         |
| 저모음   | a         | a         | a         |

### 자음
|        | 입술소리 | 순치음 | 치음, 치경음 | 구개치경음 | 치경구개음 | 경구개음 | 연구개음 | 성문음 |
| ------ | -------- | ------ | ------------ | ---------- | ---------- | -------- | -------- | ------ |
| 비강음 | m        |        | n            |            |            | ɲ        | ŋ        |        |
| 파열음 | p b      |        | t d          |            |            |          | k ɡ      |        |
| 파찰음 |          |        | ts           | tʃ         | tɕ dʑ      |          |          |        |
| 마찰음 |          | f v    | s z          | ʃ ʒ        |            | ç        |          | h      |
| 접근음 |          |        |              |            |            | j        |          |        |
| 설측음 |          |        | l            |            |            | ʎ        |          |        |
| 전동음 |          |        | r            |            |            |          |          |        |

## 주요 어구
- Bun di(안녕하세요;아침인사)
- Buna Saira(안녕하세요, 점심 및 저녁인사)
- Buna notg(안녕하세요, 안녕히 가세요;밤 인사)
- A Revair(안녕히 가세요;작별 인사)
- Gea(예)
- Na(아니요)
- Grazia fitg(매우 감사합니다)

## 같이 보기
- 로망스어군